# Malleola macranthera
Malleola macranthera är en orkidéart som först beskrevs av Henry Nicholas Ridley, och fick sitt nu gällande namn av Richard Eric Holttum. Malleola macranthera ingår i släktet Malleola och familjen orkidéer. Inga underarter finns listade i Catalogue of Life.